# Cornelis Johannes Vos
Cornelis Johannes Vos (Montfoort, 20 maart 1768 – Batavia, 2 juli 1819) was een Nederlandse arts en politicus. Zijn naam komt ook voor als Cornelius Johann Voss, Cornelius Johann Vos en  Cornelius Joannes Vos.

## Leven en werk
Cornelis Johannes Vos werd geboren als een van de negen kinderen van Jacob Albert Vos en Jacoba Maria de Joncheere. Hij huwde in 1791 met Cornelia Adriana Johanna Vos, de dochter van Johannes Vos en Ida Wilhelmina Bake. Hij was vrijmetselaar.
Vos studeerde geneeskunde aan de Universiteit Utrecht en promoveerde hierin in 1789. Hierna was hij werkzaam als arts in Den Haag. In 1792 werd hij voor zijn wetenschappelijke bijdragen een van de drie eerste laureaten van de Cothenius-Medaille, uitgereikt door de Deutsche Akademie der Wissenschaften Leopoldina.
Vanaf 1795 was Vos actief in het Utrechtse bestuur. Hij was ook tot de opheffing in 1796 gedeputeerde namens Utrecht in de Staten-Generaal van de Nederlanden. Vervolgens was hij lid van het Utrechts departementaal bestuur. Namens Utrecht was hij van 1796 tot 1800 ook lid van het Comité tot de Oost-Indische Handel en Bezittingen dat de noodlijdende Vereenigde Oostindische Compagnie bestuurde.

## Publicaties
- Cornelius Joannes Vos: Specimen physico-medicum inaugurale de nutritione imprimis nervosa. Ex officina Abrahami à Paddenburg, Trajecti ad Rhenum 1789 [Utrecht 1789]
- Corn. Iohan. Vos: Genees- en heelkundige verhandeling over het been en spek-gezwel. B. Wild en J. Altheer, Utrecht 1791, Rezension in: Algemeene Vaderlandsche Letter-Oefeningen. A. van der Kroe en J. Yntema, Amsterdam 1793, Band 1, S. 389–390 (Digitaal, Text)